# Энцклёстерле
Энцклёстерле (нем. Enzklösterle) — община в Германии, в земле Баден-Вюртемберг. 
Подчиняется административному округу Карлсруэ. Входит в состав района Кальв.  Население составляет 1186 человек (на 31 декабря 2010 года). Занимает площадь 20,20 км².
Коммуна подразделяется на 4 сельских округа.